# Холлоуэй, Джон (социолог)
Джон Холлоуэй (англ. John Holloway, р. 1947 года, Дублин, Ирландия) — юрист, марксистски-ориентированный социолог и философ, близкий к автономизму. Автор ряда книг (включая «Изменить мир, не беря власть») и статей.
Степень PhD по политологии получил в Эдинбургском университете.
С 1991 года проживает в Мексике.
Его называют теоретиком САНО.
Ныне является профессором Института социальных и гуманитарных наук в Autonomous University of Puebla.